# Johann Hemeling (Rechenmeister)
Johann Hemeling (* 1610–1615 in Hildesheim; † 9. Dezember 1684 in Hannover) war ein deutscher Schreib- und Rechenmeister. Er verfasste eine Selbstlehrende Rechenschule und galt als „Adam Riese Niedersachsens“.

## Leben
Hemelings Vater war Schreiber des Michaelisklosters und seit 1614 im Besitz des Hildesheimer Bürgerrechts.
Seit 1641 arbeitete Johann Hemeling als Schreibmeister in Hildesheim. 1643 war er in der Bäuerschaft Sutorum als Schreibmeister in das Schoßregister eingetragen. Da er keine Steuern zahlen musste, nimmt man an, dass er sich in seiner Schreibschule um die Förderung der Hildesheimer Jugend bemühte. Seinerzeit wurde mit der Bibel, liturgischen Texten und antiken Lehrbüchern Lesen geübt. Schreiben blieb Schreibstuben vorbehalten.
1646 zog er nach Hannover, wo er zum Leiter der Ratsschreibstube berufen wurde, der er bis 1684 vorstand. Er trat als Autor von Gelegenheitsschriften (Hochzeitsgedichten, Trost- und Trauerschriften), Kirchenliedern sowie vier Schreib- und zehn Rechenbüchern in Erscheinung. Am 16. Januar 1656 wurde er im Auftrag des Kaisers Ferdinand III. im Hause des Hannoverschen Bürgermeisters Henning Lüdeken (1594–1663, Jurist) zum Kaiserlich gekrönten Poeten ernannt.
Er war Rechenlehrer der Charlotte von der Pfalz.
Sein Sohn Johann Benedikt Hemeling († 1680) arbeitete 1667–1670 als Schreibmeister in Hildesheim, bevor er als herzöglicher Kammerschreiber zurück nach Hannover ging.
Mit seiner zweiten Frau, die 16 Stunden nach ihm starb, wurde er auf dem Markt-Kirchhof beigesetzt. In Stöcken wurde 1907 eine Straße nach ihm benannt.

## Veröffentlichungen
- Selbstlehrende Rechenschule. Hannover 1655.
- Kleines Rechenbuch. 1655; ergänzte Neuauflage 1687 (mit „allerhand nützlichen Dingen, besonders dem Italiänischen Buchhalten und einigen Wechsel- und Handelsbriefen“).
- Grabschrift für Dorothea Mehlbaum, in Melchior Ludolph Sattler: Fiducia Christianorum, Das ist: Aller frommen Christen Hoffnung und Trost im Leben und im Sterben : Gezeiget: Von dem H. Apostel Paulo in seiner 1. Cor. 15. v. 42. 43. 44. Es wird gesäet verweßlich und wird aufferstehen unverweßlich/ Es wird gesäet in Unehre unnd wird aufferstehen in Herrligkeit/ Es wird gesäet in Schwachheit und wird aufferstehn in Krafft/ Es wird gesäet ein natürlicher Leib unnd wird aufferstehn ein geistlicher Leib. Und Bey ... Leichbestattung Des ... Jacobi Lembken/ Beyder Rechten Licentiati, und Fürstl. Saltzburgischen Agenten, Welcher ... den 21. Augusti ... entschlaffen/ und folgends den 28. Eiusdem ... ist beygesetzet worden. Erkläret / von M. Melchiore Ludolpho Sattlern. Predigern an der PfarrKirchen S. Crucis, Hannover/ Gedruckt bey Georg Friedrich Grimmen. Im Jahr 1666, S. 66; Digitalisat über die Staats- und Universitätsbibliothek Göttingen
- Arithmetica Historica; 1667
- Arithmetischer Trichter; 1677
- Neu-vermehrter vollkommener Rechenmeister oder Selbst-lehrendes Rechenbuch; 1737 (Digitalisat)